# Пауль Бадура-Скода
Пауль Бадура-Скода (Бадура-Шкода, нім. Paul Badura-Skoda; нар. 6 жовтня 1927, Відень — пом. 25 вересня 2019, Відень) — австрійський піаніст.
Закінчив Віденську консерваторію, потім займався в Едвіна Фішера. У 1947 р. виграв конкурс виконавців у Зальцбурзі, у 1949 р. був помічений Вільгельмом Фуртвенглером і Гербертом Караяном, після чого вже не припиняв активної концертної діяльності.
Головним надбанням Бадури-Скоди є моцартівський репертуар. Серед історичних записів з його участю — сонати Моцарта для фортепіано в дуеті з Давидом Ойстрахом. Інший відомий дует Бадуры-Скоди — з піаністом Йоргом Демусом; плодом цієї співдружності стала, крім низки записів, написана спільно книга про інтерпретацію фортепіанних сонат Бетховена (нім. Die Klaviersonaten von Ludwig van Beethoven; 1970). Спільно з дружиною Евою Бадура-Скода написав також книгу «Інтерпретація Моцарта» (нім. Mozart-Interpretation; 1957).
2007 рік — рік свого 80-річчя — Бадура-Скода здійснив світове турне.
Помер 25 вересня 2019 у Відні у віці 91 року.

## Нагороди
- Австрійський почесний знак «За науку і мистецтво» 1-го класу (1976)
- Кавалер ордена Почесного легіону (1993)
- командор ордена Мистецтв і літератури (1997)
- золотий почесний знак «За заслуги» перед містом Відень (2007)
- Командорський хрест II ступеня Почесного знаку «За заслуги перед Австрійською Республікою» (2007)